# Crisis institucional de Colombia de 2025
La Crisis institucional de Colombia de 2025[cita requerida] fue una crisis política en 2025, entre el presidente del Senado de la República Efraín Cepeda y el presidente Gustavo Petro ya que el órgano legislativo acusó al presidente de manifestar tener las intenciones de romper el orden constitucional decretando la consulta popular para aprobar la reforma laboral propuesta por el gobierno, tachando esto de extralimitación de sus funciones. El 20 de junio se aprobó la reforma laboral tras de intenso debate y conciliación entre el Senado de la República y la Cámara de Representantes, el 21 de junio el presidente deroga la consulta popular y exhortó que es necesario que se convoque a una asamblea nacional constituyente.

## Acontecimientos
La consulta popular es planteada por el presidente Gustavo Petro, con el objetivo de preguntarle a la ciudadanía sobre la reforma laboral en el país.
El Senado de la República de Colombia dio marcha atrás al proyecto el 14 de mayo de 2025. El 3 de junio de 2025 el presidente Petro, convocó la consulta a través de un decreto en su locución presidencial, que se han provocado la ruptura de las ramas del poder público del estado. El presidente del senado rechazó la orden presidencial de convocarla por decreto, lo propio hicierón diversos sectores políticos indepenientes, de oposición del gobierno, gremios económicos, fiscales, procuradores, así mismo juristas lo han catalogado como golpe de Estado.
El gobierno declaró que tiene argumentos para que se decrete la consulta popular pese al rechazo general de los sectores políticos, económicos, alegando las normatividades y facultades jurídicas ante la Corte Constitucional, lo cual afirmó el ministro del interior Armando Benedetti El procurador general Gregorio Eljach exigió respeto a las cortes institucionales y legislativas para que garantice el proceso de la convocatoria de la consulta popular.
El 7 de junio el ministro designado de justicia y asesor jurídico del presidente Luis Eduardo Montealegre, expresó que la consulta popular está sujetada bajo de la tutela interpuesta por el Consejo de Estado, que se fijó la fecha de la consulta el 7 de agosto. El presidente dio la orden de todos sus ministros del gabinete firmar el decreto para el apoyo de la consulta popular y reforma laboral para su aprobación total, de caso omiso lo despiden de sus cargos ostentados.
Dentro de marco del intento de asesinato del precandidato presidencial y senador de la República Miguel Uribe Turbay el 7 de junio en un evento político de Bogotá, la oposición lo acusó al presidente de incitar al odio político y polarización, exigieron unidad política y garantías de seguridad de las figuras políticas que aspiran para las elecciones de la presidencia de 2026. Los partidos de oposición e independientes se declaron en no reconocimiento a la comisión de garantías electorales argumentando que la omisión de la seguridad de los precandidatos presidenciales con la incitación del odio.
El 11 de junio, el presidente llegó a Cali para encabezar la marcha por la consulta popular que lo decretó en medio de los ataques terroristas de las disidencias de las FARC-EP, de carros bombas hacía las estaciones de policía en distintos barrios y el municipio de Jamundí que dejaron muertos y decenas de heridos por los atentados.
El procurador general le abrió investigaciones al el gabinete presidencial por incurrir en el delito de prevaricato en apoyar y firmar el decreto de la consulta popular.
La Iglesia católica juega en papel importante en facilitar los diálogos entre el poder legislativo y ejecutivo para establecer respeto y reconciliación entre el gobierno y las altas cortes, se efectuó los diálogos el 16 de junio de 2025 lo confirmó el Arzobispo de Bogotá Luis José Rueda Aparicio. El 15 de junio se convocó a la Marcha del Silencio de la ciudadanía, para rechazar los actos de violencia de terrorismo, por la recuperación del senador Miguel Uribe Turbay y la unidad nacional ante la crisis entre presidente y el Senado de la República por la consulta popular bajo del decreto. El 17 de junio el Senado por medio de votación, hundió por segunda vez la consulta popular 2.0  El 21 de junio El presidente deroga la convocatoria de la consulta popular y convocó a una denominada octava papeleta para la asamblea nacional constituyente.